# Желєзнодорожна сільська рада
Желєзнодоро́жна сільська рада (рос. Железнодорожный сельский совет) — муніципальне утворення у складі Бєлорєцького району Башкортостану, Росія. Адміністративний центр та єдиний населений пункт — село Желєзнодорожний.

## Історія
Сільрада була утворена 17 грудня 2004 року шляхом відокремлення від Ломовської селищної ради, яка підпорядковувалась Бєлорєцькій міській раді, так як місто Бєлорєцьк мало статус міста обласного підпорядкування.

## Населення
Населення — 2886 осіб (2019, 3020 в 2010, 2657 в 2002).